# (529823) 2010 PP81
(529823) 2010 PP81 est un objet transneptunien faisant partie des objets épars, ayant un diamètre estimé à environ 170 km.